# Palmira de Cañas
Palmira es un distrito del cantón de Cañas, en la provincia de Guanacaste, de Costa Rica.

## Historia
Palmira fue creado el 30 de noviembre de 1995 por medio de Decreto Ejecutivo 24809-G. Segregado de Cañas.

## Geografía
Palmira cuenta con un área de 204,03 km² y una altitud media de 225 m s. n. m.

## Demografía
Para el año 2022, Palmira cuenta con una población estimada de 1802 habitantes, y para el último censo efectuado, en 2011, Palmira contaba con una población de 988 habitantes.

## Localidades
- Poblados: Aguacaliente, Aguas Gatas (parte), Coyota, Huacal, Las Flores, Martirio, Panales, Paraíso (parte), San Isidro (parte), Santa Lucía (parte), Tenorio, Vueltas.

## Transporte

### Carreteras
Al distrito lo atraviesan las siguientes rutas nacionales de carretera:
- Ruta nacional 6
- Ruta nacional 927